# A cadeira de Gauguin
A Cadeira de Gauguin é uma obra de 1888 do pintor holandês Vincent van Gogh.
A cadeira de Gauguin é um contraponto à obra A Cadeira de Van Gogh com Cachimbo.
As duas pinturas exprimem as diferenças de personalidade e sociais que Van Gogh imaginava entre ele e Gauguin. A cadeira de Gaughin se apresenta mais sofisticada que a de Van Gogh, ao possuir braços, forro em tecido, estar iluminada por uma vela e apoiada sobre um tapete. Ao contrário da cadeira de Gauguin, a de Van Gogh é uma cadeira simples, sem braços, onde se apoiam seu cachimbo e o saco de tabaco, o revestimento do piso também é mais simples, lajotas, e iluminação diurna.